# (52768) 1998 OR2
(52768) 1998 OR2は、アモール群に属する小惑星である。現在知られている中では特に見かけの明るさが明るく、かつ大型の潜在的に危険な小惑星の1つである。

## 特徴
1998 OR2は1998年にハワイ・マウイ島にあるハレアカラ天文台で観測を行っていた地球近傍小惑星追跡プログラム（NEAT）によって発見された。発見後に、1987年にサイディング・スプリング天文台から2回、1996年にスチュワード天文台から3回観測されていたことが判明している。
絶対等級を15.8等級、アルベドの仮定値を0.20としたときの大きさは2.06 kmと計算されている。一方でアメリカ航空宇宙局（NASA）は大きさを約1.8 - 4 kmほどとしている。Lightcurve Database（LCDB）では1998 OR2のスペクトル分類はS型と仮定しているが、Cristina A. Thomasらによって2014年に報告された観測結果ではL型とされている。2020年4月にアレシボ天文台によって行われた1998 OR2のレーダー観測により、形状に大きな凹みがみられ、表面に丘や尾根のような地形が存在していることが確認された。また、この時に自転周期が4.1時間であることも判明した。
1998 OR2という名称は仮符号であり、2020年3月時点では1998 OR2への固有名の命名は行われていない。

## 地球への接近
1998 OR2は軌道離心率0.573の歪んだ楕円軌道で太陽を3.68年かけて公転しており、軌道長半径は2.384 au（約3億5700万 km）だが、近日点では地球軌道付近にまで接近する。そのため、地球軌道付近を公転する地球近傍天体（NEO）であり、なおかつ地球に衝突する可能性がある潜在的に危険な小惑星（PHA）に分類されている。

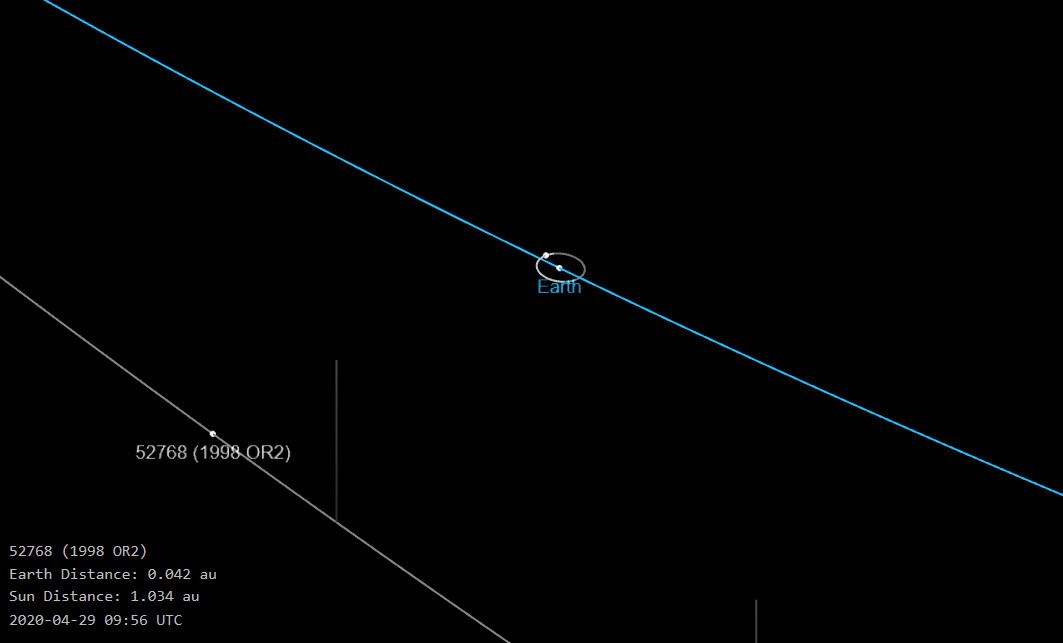
2020年4月29日に地球に最接近した時のの位置。地球（青）の周りにある白線は月の軌道。

潜在的に危険な小惑星に分類される1998 OR2の地球軌道に対する最小交差距離（Earth MOID）は約0.015 au（約224万 km）で、20世紀から22世紀にかけては地球から0.5 auの範囲内に19回接近する。次に地球付近に接近するのは2020年4月29日9時56分（協定世界時）で、約0.042 au（約629万 km、地球から月までの距離の約16.4倍）まで近づく。 22世紀までに最も地球に接近するのは2079年4月16日13時31分で、現行の最小交差距離よりも近い約0.012 au（約177万 km、地球から月までの距離の約4.6倍）まで接近する。さらに、月に対してもその67分後に約0.009 au（約138万 km）まで接近すると見られている。
2020年4月の地球への接近について、大きさが数 km程度とやや大きいことから衝突した際に生じる気候変動などの大規模な影響についてイギリスのタブロイド紙であるデイリー・エクスプレスや、アメリカの技術系専門ウェブサイトビジネスインサイダーなどが取り上げているが、アメリカ航空宇宙局は2020年の接近で1998 OR2が地球に衝突する恐れはないとしており、天体衝突の危険性を評価する尺度として使用されるトリノスケールでの評価すら行われていない。そのため、これらの情報サイトで取り上げられている1998 OR2にまつわるセンセーショナルな内容は不条理であると一蹴する声もある。

## 画像

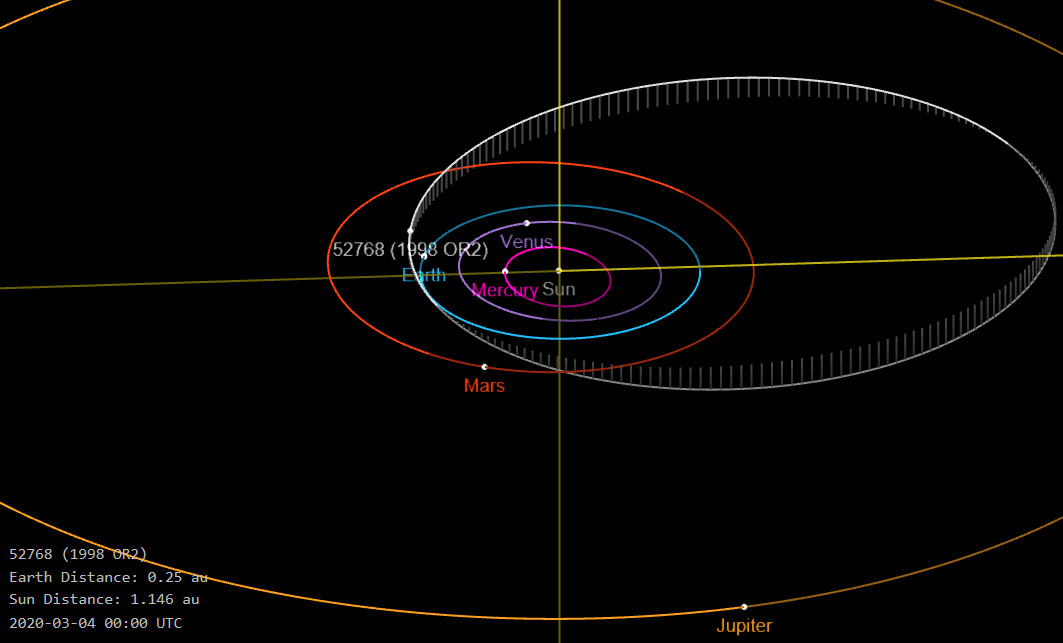
(52768) 1998 OR2の軌道
2020年4月9日20時11分49秒から21時45分11秒（どちらもUTC）まで、(52768) 1998 OR2（中央）を追跡して撮影したタイムラプス動画
アレシボ天文台によって撮影されたレーダー動画